# Covington Challenger
Il Covington Challenger è stato un torneo professionistico di tennis giocato su campi in cemento. Faceva parte dell'ATP Challenger Series. Si è giocata una sola edizione, a Covington negli Stati Uniti.

## Albo d'oro

### Singolare
| Anno | Campione       | Finalista | Punteggio |
| ---- | -------------- | --------- | --------- |
| 2004 | Paul Goldstein | André Sá  | 6–2, 6–0  |

### Doppio
| Anno | Campioni                        | Finalisti                     | Punteggio |
| ---- | ------------------------------- | ----------------------------- | --------- |
| 2004 | Paul Goldstein K.J. Hippensteel | Hugo Armando Nicolás Lapentti | 6–3, 6–3  |